# Hemiptarsenus wailesellae
Hemiptarsenus wailesellae är en stekelart som beskrevs av Maksymilian Nowicki 1929. Hemiptarsenus wailesellae ingår i släktet Hemiptarsenus och familjen finglanssteklar.
Artens utbredningsområde är:
- Algeriet.
- Tjeckien.
- Slovakien.
- Tyskland.
- Italien.
- Polen.
- Kroatien.

Inga underarter finns listade i Catalogue of Life.